# Casemate du Haut-de-l'Anguille Est
La casemate du Haut-de-l'Anguille Est est une casemate d'intervalle CORF de la ligne Maginot située sur la commune de Beuveille, dans le département de Meurthe-et-Moselle.

## Position sur la ligne
Faisant partie du sous-secteur d'Arrancy dans le secteur fortifié de la Crusnes, la casemate du Haut-de-l'Anguille Est, portant l'indicatif C 4, est intégrée à la « ligne principale de résistance » entre la casemate du Haut-de-l'Anguille Ouest (C 3) à l'ouest et la casemate du Bois-de-Tappe Ouest (C 5) à l'est, à portée de tir croisé des canons des gros ouvrages de Fermont à l'ouest et de Latiremont à l'est.
La casemate se trouve à l'extrémité nord du Haut de l'Anguille, un léger relief dominant les alentours d'une vingtaine de mètres, au lieu-dit la Croix-Didier. La casemate croise ses tirs avec sa voisine orientale (Bois-de-Tappe), distante de seulement 400 mètres avec le croisement des routes D18 et D172 entre elles. L'intervalle est renforcé par deux petites tourelles de mitrailleuses, Dt24 (Les Perrières Nord) et Dt23 (Les Perrières Sud), à 200 mètres au sud du carrefour.

## Description générale
Il s'agit d'une casemate simple flanquant vers l'est et croisant ses tirs avec la casemate du Bois-de-Tappes Ouest, elle est équipée d'un créneau mixte pour JM/AC 47 (jumelage de mitrailleuses et canon antichar de 47 mm), un autre créneau pour JM, et deux cloches GFM (guetteur et fusil-mitrailleur).

## État actuel
Inutilisée et en état de semi-abandon, elle a (contrairement à sa voisine immédiate « Ouest ») conservé ses cuirassements et a été clôturée par son propriétaire.